# Bahnhof Dar es Salaam Magufuli
Der Bahnhof Dar es Salaam Magufuli (Swahili Kituo cha reli Bongo Magufuli) ist der zentrale Bahnhof in der tansanischen Stadt Daressalam. Neben dem Bahnhof Tazara ist Magufuli einer von zwei wichtigen Fernbahnhöfen in Daressalam.

## Geschichte
Mit dem Bau der normalspurigen Bahnstrecke Daressalam–Mwanza als Teil des 2560 km langen Netzes Tanzania Standard Gauge Railway wurde im April 2017 begonnen.
Am 17. Juni 2024 startete der Eröffnungszug mit Präsidentin Samia Suluhu Hassan im Bahnhof. Die Staatspräsidentin Samia Suluhu Hassan ordnete 2024 an, den Bahnhof nach dem verstorbenen Präsidenten John Magufuli zu benennen, da unter ihm der Bau der Bahnstrecke begann.

## Bauwerk
Aufgrund der Entscheidung der Regierung, die Bahnstrecke in Hochlage zu verlegen, welcher der alte, in Nachbarschaft liegende Hauptbahnhof nicht gerecht wurde, wurde der Bau eines neuen Hauptbahnhofes beschlossen.
Das neue Empfangsgebäude ist vierstöckig. Im Erdgeschoss befindet sich die Empfangshalle, im ersten Obergeschoss ein Einkaufszentrum, im zweiten Obergeschoss der Zugang du dem Bahnsteig der im Bahnhof als Hochbahn ausgeführten Normalspurstrecke, Fahrkartenschalter und -automaten, Informationsschalter, Gepäckaufbewahrung sowie Wartebereiche, im dritten Obergeschoss Gastronomie. Im Erdgeschoss wurde Platz gelassen für einen zukünftig wieder aufgenommenen Betrieb der meterspurigen Tanganjikabahn.
Das Gebäude wurde in Form und Farbe dem in Tansania vorkommenden Edelstein Tansanit nachempfunden.

## Lage
Der neue Bahnhof befindet sich nahe der historischen Altstadt und liegt im Stadtteil Posta, einem der Innenstadt Stadtteile, nahe dem alten Hauptbahnhof der Stadt, welcher jedoch noch nicht nach dem ehemaligen Präsidenten benannt war.

## Verkehr
Es verkehren täglich fünf Zugpaare auf der Linie Daressalam – Morogoro (– Dodoma).
Die Mwendokasi-Haltestelle Waterfront ist noch nicht in Betrieb, die nahegelegene Haltestelle ist Halmashauri ya jiji, dort befinden sich die Terminals der Schiffe nach Sansibar, eine Daladala-Haltestelle befindet sich vor dem Haupteingang neben der in Bau befindlichen Haltestelle, das Daladala-Terminal Stesheni befindet sich nahe des alten Hauptbahnhofs.